# Ontherus compressicornis
Ontherus compressicornis är en skalbaggsart som beskrevs av Luederwaldt 1931. Ontherus compressicornis ingår i släktet Ontherus och familjen bladhorningar. Inga underarter finns listade i Catalogue of Life.